# Villeneuve-d'Ascq
Villeneuve-d'Ascq je francouzské město v departementu Nord. Leží 204 kilometrů od Paříže.

## Geografie
Sousední obce: Marcq-en-Barœul, Croix, Hem, Wasquehal, Hellemmes, Forest-sur-Marque, Toufflers, Sailly-lez-Lannoy, Willems, Tressin, Lezennes, Sainghin-en-Mélantois a Anstaing.

## Vývoj počtu obyvatel
Počet obyvatel

## Partnerská města
- Gatineau, Kanada
- Chaïdari, Řecko
- Iaşi, Rumunsko
- Leverkusen, Německo
- Ouidah, Benin
- Racibórz, Polsko
- Stirling, Skotsko
- Tournai, Belgie